# Elatostema subpenninerve
Elatostema subpenninerve är en nässelväxtart som beskrevs av Wen Tsai Wang. Elatostema subpenninerve ingår i släktet Elatostema och familjen nässelväxter. Inga underarter finns listade i Catalogue of Life.